# Verbandsgemeinde Thaleischweiler-Wallhalben
Die Verbandsgemeinde Thaleischweiler-Wallhalben ist eine Gebietskörperschaft im Landkreis Südwestpfalz in Rheinland-Pfalz. Der Verbandsgemeinde gehören 20 eigenständige Ortsgemeinden an, der Verwaltungssitz ist in Thaleischweiler-Fröschen. Sie entstand zum 1. Juli 2014 aus dem Zusammenschluss der Verbandsgemeinden Thaleischweiler-Fröschen und Wallhalben in Form einer Neubildung. Den Namen „Verbandsgemeinde Thaleischweiler-Wallhalben“ erhielt sie zum 1. Januar 2016.

## Verbandsangehörige Gemeinden
| Ortsgemeinde                                | Fläche (km²) | Einwohner |
| ------------------------------------------- | ------------ | --------- |
| Biedershausen                               | 3,65         | 187       |
| Herschberg                                  | 11,55        | 845       |
| Hettenhausen                                | 4,40         | 221       |
| Höheischweiler                              | 4,36         | 819       |
| Höhfröschen                                 | 4,17         | 919       |
| Knopp-Labach                                | 5,95         | 429       |
| Krähenberg                                  | 4,40         | 165       |
| Maßweiler                                   | 10,89        | 930       |
| Nünschweiler                                | 9,98         | 759       |
| Obernheim-Kirchenarnbach                    | 8,62         | 1.611     |
| Petersberg                                  | 3,84         | 845       |
| Reifenberg                                  | 7,73         | 798       |
| Rieschweiler-Mühlbach                       | 10,42        | 2.069     |
| Saalstadt                                   | 5,30         | 319       |
| Schauerberg                                 | 4,08         | 186       |
| Schmitshausen                               | 4,49         | 406       |
| Thaleischweiler-Fröschen                    | 12,27        | 3.218     |
| Wallhalben                                  | 4,88         | 859       |
| Weselberg                                   | 14,65        | 1.323     |
| Winterbach (Pfalz)                          | 7,03         | 517       |
| Verbandsgemeinde Thaleischweiler-Wallhalben | 142,65       | 17.425    |

(Einwohner am 31. Dezember 2023)

## Geschichte
Die beiden bisherigen Verbandsgemeinden Thaleischweiler-Fröschen und Wallhalben waren 1972 im Rahmen der ersten rheinland-pfälzischen Funktional- und Gebietsreform entstanden. Zuvor galten im damaligen Regierungsbezirk Pfalz im Wesentlichen die aus der Pfalz (Bayern) (1816–1946) stammenden Verwaltungsstrukturen.
Am 28. September 2010 erließ die Landesregierung von Rheinland-Pfalz das „Erste Gesetz zur Kommunal- und Verwaltungsreform“ mit dem Ziel, Leistungsfähigkeit, Wettbewerbsfähigkeit und Verwaltungskraft der kommunalen Strukturen zu verbessern. Bezüglich der Verbandsgemeinden wurde festgelegt, dass diese mindestens 12.000 Einwohner (Hauptwohnung am 30. Juni 2009) umfassen sollen, ansonsten bis zur Kommunalwahl 2014 mit benachbarten Verbandsgemeinden zusammengelegt werden sollen. Die Verbandsgemeinde Thaleischweiler-Fröschen hatte am Stichtag 11.045 Einwohner, die Verbandsgemeinde Wallhalben 7.537 Einwohner. Die sogenannte Freiwilligkeitsphase endete am 30. Juni 2012. Ein freiwilliger Zusammenschluss kam innerhalb dieser Frist nicht zustande.
Im „Landesgesetz über die Bildung der neuen Verbandsgemeinde Thaleischweiler-Fröschen - Wallhalben“ vom 20. Dezember 2013 wurde die Auflösung der beiden bisherigen Verbandsgemeinden zum 1. Juli 2014 verfügt. Aus ihren insgesamt 20 Gemeinden wurde gleichzeitig eine neue Verbandsgemeinde gebildet. Die neue Verbandsgemeinde führt vorläufig den Namen „Thaleischweiler-Fröschen - Wallhalben“, innerhalb eines Jahres wird vom zuständigen Landesministerium der endgültige Name festgelegt. Der Sitz der neuen Verbandsgemeinde ist Thaleischweiler-Fröschen.
Die Verbandsgemeinde Wallhalben stellte gegen die Fusion einen Normenkontrollantrag an den Verfassungsgerichtshof Rheinland-Pfalz, weil sie sich in ihrer kommunalen Selbstverwaltungsgarantie verletzt sah. Im November 2015 entschied der Verfassungsgerichtshof, dass die Bildung der Verbandsgemeinde Thaleischweiler-Fröschen - Wallhalben verfassungsgemäß war.
Mit Wirkung zum 1. Januar 2016 wurde der Name der Verbandsgemeinde durch Entscheidung des Ministers des Innern, für Sport und Infrastruktur Roger Lewentz von Verbandsgemeinde Thaleischweiler-Fröschen - Wallhalben zu Verbandsgemeinde Thaleischweiler-Wallhalben geändert.

## Bevölkerungsentwicklung
Die Entwicklung der Einwohnerzahl bezogen auf das heutige Gebiet der Verbandsgemeinde Thaleischweiler-Wallhalben; die Werte von 1871 bis 1987 beruhen auf Volkszählungen:
| Jahr | Einwohner |
| 1815 | 7.325     |
| 1835 | 9.409     |
| 1871 | 9.652     |
| 1905 | 11.574    |
| 1939 | 16.615    |
| 1950 | 16.698    |

| Jahr | Einwohner |
| 1961 | 17.972    |
| 1970 | 19.344    |
| 1987 | 18.686    |
| 1997 | 19.554    |
| 2005 | 19.172    |
| 2023 | 17.425    |

## Politik

### Verbandsgemeinderat
Der neue Verbandsgemeinderat Thaleischweiler-Wallhalben besteht aus 32 ehrenamtlichen Ratsmitgliedern, die bei der Kommunalwahl am 9. Juni 2024 in einer personalisierten Verhältniswahl gewählt wurden, und dem hauptamtlichen Bürgermeister als Vorsitzendem.
Die Sitzverteilung im Verbandsgemeinderat:
| Wahl | SPD | CDU | FDP | BI | FWG | WGL | Gesamt   |
| ---- | --- | --- | --- | -- | --- | --- | -------- |
| 2024 | 7   | 13  | 2   | –  | 10  | –   | 32 Sitze |
| 2019 | 9   | 12  | 2   | –  | 9   | –   | 32 Sitze |
| 2014 | 8   | 13  | 1   | 2  | 6   | 2   | 32 Sitze |

- BI = Bürgerinitiative für die eigenständige Erhaltung der Verbandsgemeinde Wallhalben auf der Sickingerhöhe e. V.
- FWG = Freie Wählergruppe Thaleischweiler-Fröschen - Wallhalben e. V.
- WGL = Wählergruppe Lelle

### Bürgermeister und Beigeordnete
Patrick Sema (SPD) wurde am 1. Juli 2022 Bürgermeister der Verbandsgemeinde. Bei der Stichwahl am 27. März 2022 hatte er sich mit einem Stimmenanteil von 55,3 % gegen den Amtsinhaber durchgesetzt, nachdem bei der Direktwahl am 13. März 2022 keiner der ursprünglich vier Bewerber eine ausreichende Mehrheit erreicht hatte.
Semas Vorgänger Thomas Peifer (CDU), der erste Bürgermeister der neuen Verbandsgemeinde, wurde am 8. Juni 2014 in einer Stichwahl mit 58,15 % gewählt. Seine achtjährige Amtszeit begann am 1. Juli 2014. Ihm zur Seite standen als erster Beigeordneter Heino Schuck (SPD) und Markus Bold (CDU) als weiterer Beigeordneter.

### Wappen
Die Blasonierung lautet: In zehnfach von Schwarz und Silber geteiltem Schildbord, unter schwarzem Schildhaupt, darin rechts ein rotbewehrter, -bezungter und gekrönter linksgewendeter Löwe und links fünf silberne Bollen, eine eingepfropfte blaue Spitze, darin ein rotbewehrter und -bezungter silberner Adler, rechts davon in Gold ein roter Schrägbalken, links davon in Gold drei rote Sparren.